# Creamer
Creamer is een melkvervanger die, in vloeibare of poedervormige vorm, gebruikt wordt in koffie of thee.
Creamer bestaat hoofdzakelijk uit plantaardige vetten, emulgatoren en maltodextrine (en soms caseïne uit melk). Toch geeft het door de plantaardige vetten en de maltodextrine (vervanger van lactose) een 'melkachtige' smaak aan de koffie.